# Alicja Klasik
Alicja Amelia Klasik (ur. 14 lutego 2004 w Rybniku) – polska szpadzistka, medalistka igrzysk olimpijskich w Paryżu (2024), wielokrotna medalistka mistrzostw świata i Europy w kategoriach juniorskich młodzieżowych, m.in. indywidualna mistrzyni świata do lat 17 (2021).

## Życiorys
Szermierkę zaczęła uprawiać w wieku 8 lat. Występuje w barwach Rybnickiego Młodzieżowego Klubu Sportowego, jej trenerem od początku kariery jest Artur Fajkis.

### Sukcesy juniorskie i młodzieżowe
Na mistrzostwach Europy do lat 17 zdobyła w 2019 dwa brązowe medale (indywidualnie i drużynowo: z Zofią Janelli, Karoliną Staszulonek i Kingą Zgryźniak), w tej samej kategorii wiekowej została także w 2021 mistrzynią świata indywidualnie. W kategorii do lat 20 zdobyła w 2020 brązowy medal mistrzostw Europy drużynowo (z Barbarą Brych, Zofią Janelli i Glorią Klughardt), w 2021 brązowy medal mistrzostw świata drużynowo (z Zofią Janelli, Kingą Zgryźniak i Glorią Klughardt), w 2023 złoty medal mistrzostw Europy drużynowo (z Cecylią Cieślik, Glorią Klughardt i Kingą Zgryźniak), złoty medal mistrzostw świata drużynowo (z Cecylią Cieślik, Glorią Klughardt i Kingą Zgryźniak) i srebrny medal mistrzostw świata indywidualnie. W 2023 sięgnęła również po srebrny medal drużynowo (z Barbarą Brych, Zofią Janelli i Glorią Klughardt) i brązowy medal indywidualnie mistrzostw Europy do lat 23.

### Starty seniorskie
W 2024 wystartowała na mistrzostwach Europy, zajmując indywidualnie 20. miejsce i drużynowo 4. miejsce, a następnie na igrzyskach olimpijskich w Paryżu, gdzie zdobyła brązowy medal w turnieju drużynowym (z Aleksandrą Jarecką, Renatą Knapik-Miazgą, Martyną Swatowską-Wenglarczyk), a w turnieju indywidualnym zajęła 15. miejsce.
Na mistrzostwach Polski seniorek zdobyła brązowy medal indywidualnie w 2020, 2021 i 2023, a 2024 została indywidualnie mistrzynią Polski seniorek.

## Odznaczenia
- Złoty Krzyż Zasługi (2024)[15]